# Igor Kravtsov
Igor Kravtsov (Magnitogorsk, 21 december 1973) is een Russisch voormalig roeier. Kravtsov maakte zijn debuut tijdens de Olympische Zomerspelen 1996 met een achtste plaats in de dubbel-vier. Kravtsov haalde zijn grootste succes acht later met de gouden medaille tijdens de Olympische Zomerspelen 2004 in de dubbel-vier.

## Resultaten
- Olympische Zomerspelen 1996 in Atlanta 8e in de dubbel-vier
- Wereldkampioenschappen roeien 1997 in Aiguebelette-le-Lac 8e in de dubbel-vier
- Wereldkampioenschappen roeien 2001 in Luzern 8e in de dubbel-vier
- Wereldkampioenschappen roeien 2002 in Sevilla 5e in de dubbel-vier
- Wereldkampioenschappen roeien 2003 in Milaan 5e in de dubbel-vier
- Olympische Zomerspelen 2004 in Athene  in de dubbel-vier
- Wereldkampioenschappen roeien 2005 in Kaizu 8e in de dubbel-vier

1976: Wolfgang Güldenpfennig & Rüdiger Reiche & Karl-Heinz Bußert & Michael Wolfgramm ·
1980: Frank Dundr & Carsten Bunk & Uwe Heppner & Martin Winter ·
1984: Albert Hedderich & Raimund Hörmann & Dieter Wiedenmann & Michael Dürsch ·
1988: Agostino Abbagnale & Davide Tizzano & Gianluca Farina & Piero Poli ·
1992: André Willms & Hajek & Steinbach & Stephan Volkert] ·
1996: André Steiner & Stephan Volkert & Andreas Hajek & André Willms ·
2000: Agostino Abbagnale & Alessio Sartori & Rossano Galtarossa & Simone Raineri ·
2004: Nikolai Spinev & Igor Kravtsov & Aleksei Svirin & Sergej Fedorovstev ·
2008: Michał Jeliński & Marek Kolbowicz & Adam Korol & Konrad Wasielewski ·
2012: Karl Schulze & Philipp Wende & Lauritz Schoof & Tim Grohmann ·
2016: Karl Schulze & Philipp Wende & Lauritz Schoof & Hans Gruhne ·
2020: Dirk Uittenbogaard & Abe Wiersma & Tone Wieten & Koen Metsemakers ·
2024: Koen Metsemakers & Tone Wieten & Finn Florijn & Lennart van Lierop